# Keimporus
Der Keimporus ist ein typisches Merkmal der Sporen von Pilzen. Der Begriff beschreibt einen klar umrissenen Bereich der Sporenwand von Konidien, Ascosporen oder Basidiosporen, in dem die Wand stark verdünnt ist. Durch diesen Porus, der bei länglichen Sporen meist an einem Ende angeordnet ist (polar, apikal), kann der Keimschlauch (die Keimhyphe) während der Sporenkeimung nach außen dringen. Der Bereich kann auch schlitzartig verlängert sein und wird dann Keimspalte genannt.

Polare Keimpori findet man bei vielen Vertretern der Basidiomyceten in der Ordnung Agaricales und bei wenigen Ascomyceten. Keimspalten hingegen treten bei Sporen der Ascomyceten (insbesondere in der Ordnung Xylariales) auf. Bei Sporen ohne Keimporus tritt der Keimschlauch an einer beliebigen Stelle aus der Spore heraus. Kurz nach dem Austritt bildet er die erste Hyphe und bei geeigneten Bedingungen schließlich ein Myzel.

Besonders bei Konidien können zwei oder mehr Keimschläuche gebildet werden, die an den Enden der Konidie oder an beliebigen Stellen austreten (bipolar, zum Beispiel Drechslera iridis (Pleosporales); multipolar, zum Beispiel Alternaria sp. und Massospora cicadina (Entomophthorales)).

## Pilzbestimmung
Insbesondere bei dunklen Sporen und gefärbten Präparaten sind Keimpori und -spalten gut im Lichtmikroskop erkennbar. Deren Existenz oder Nichtexistenz sowie Lage auf der Sporenoberfläche sind wichtige Hinweise zur mikroskopischen Bestimmung von Pilzen. Bei Basidiosporen befindet sich der Keimporus immer auf der dem Apiculus gegenüberliegenden Seite und ist von diesem zu unterscheiden. Der Apiculus ist meist als kleine Ausstülpung erkennbar.

### Beispiele
- apikal, Basidiomycet: Heudüngerling, Behangener Mürbling
- apikal, Ascomycet: Sordaria fimicola, Podospora sp. (Sordariales)[3]
- Keimspalt, Ascomycet: Hypoxylon serpens, Rosselinia necatrix (Xylariales)[3]
- Keimspalt, Konidien: Wardomyces humicola (Microascales)[3]

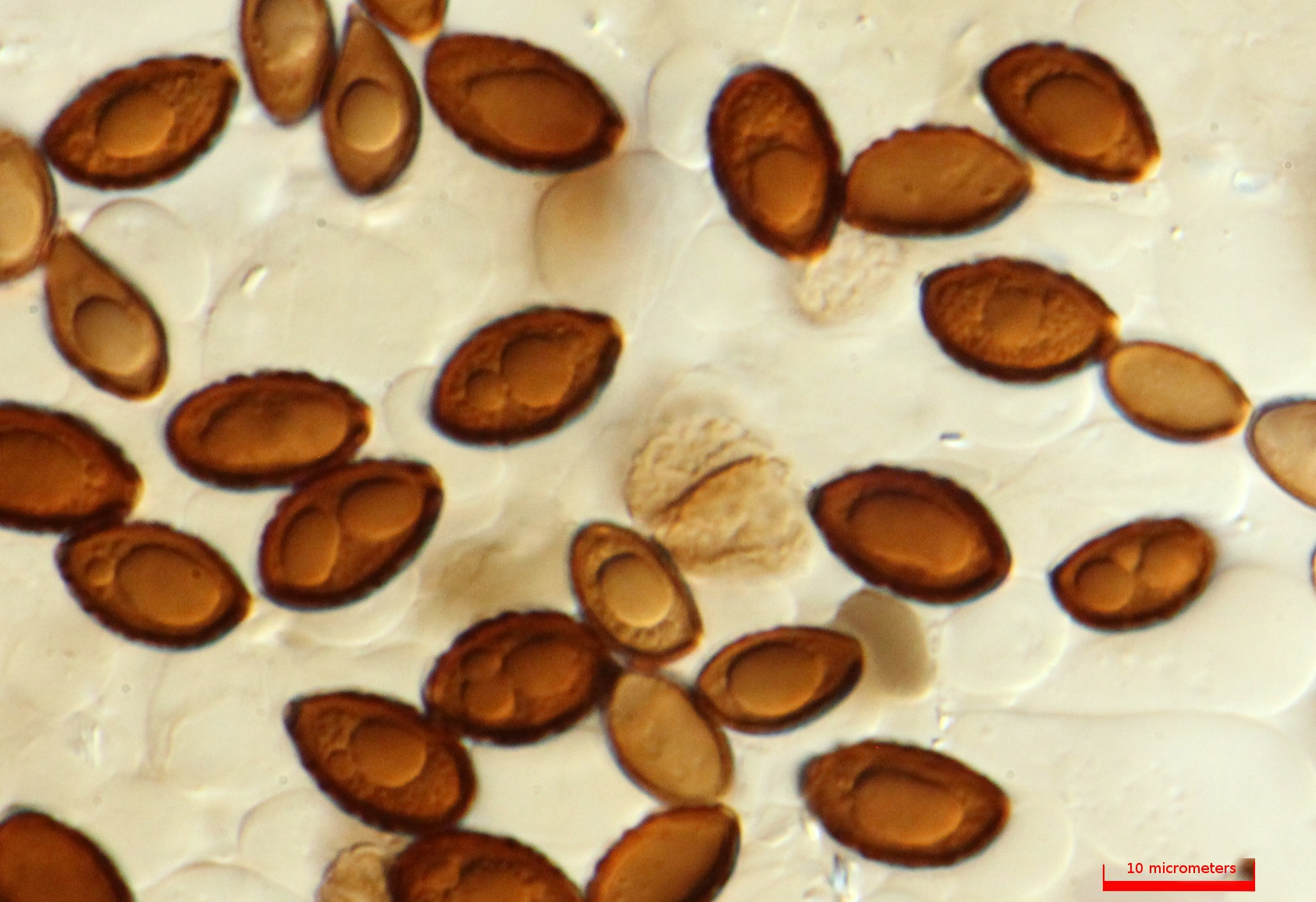
Heudüngerling; Sporen mit Keimporus und Apiculus
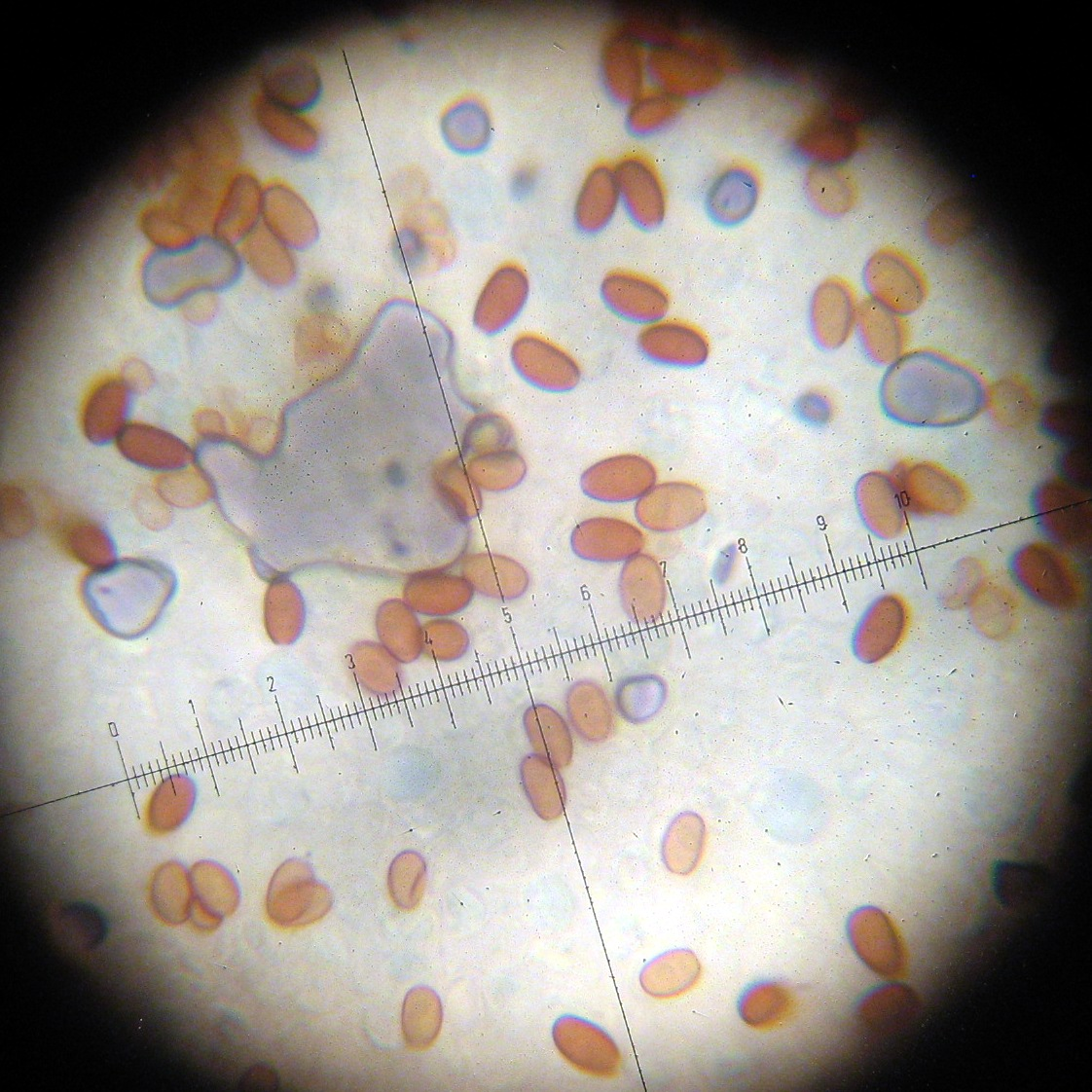
Behangener Mürbling;  Sporen mit Keimporus
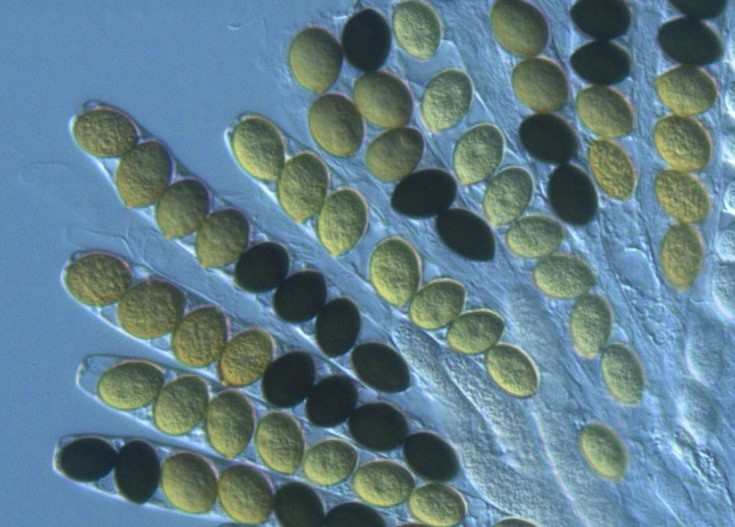
Sordaria macrospora; Ascosporen mit apikalem Keimporus
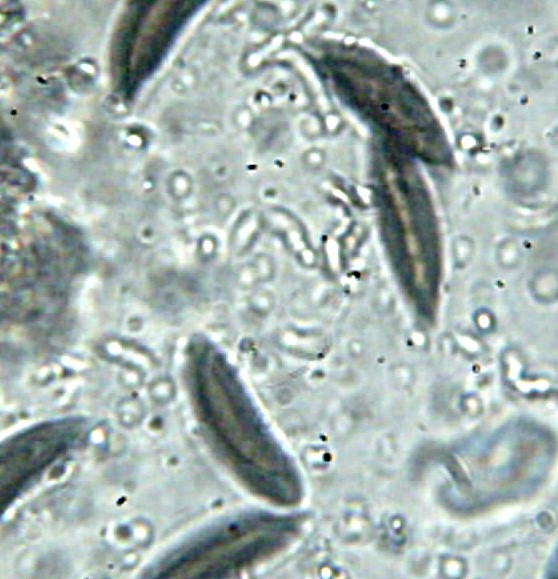
Xylaria anisopleura; Ascosporen mit Keimspalt
- Mucor circinelloides; multipolar keimende Konidien